# Algorytm Taylora
Algorytm Taylora został zaproponowany jako sposób na przeprowadzenie z zadaną dokładnością manipulatora robotycznego z położenia początkowego do położenia końcowego wzdłuż zadanej ścieżki.

## Wymagania
Algorytm wymaga podania szeregu danych wejściowych:
położenia początkowego {\displaystyle x_{0},}
położenia końcowego {\displaystyle x_{f},}
dokładności śledzenia ścieżki {\displaystyle \delta ,}
wzoru na kinematykę manipulatora.
Dodatkowo określamy współrzędne wewnętrzne {\displaystyle q_{0},q_{f}} takie, że:
{\displaystyle k(q_{0})=x_{0},}
{\displaystyle k(q_{f})=x_{f},}
odległość pomiędzy {\displaystyle q_{0}} i {\displaystyle q_{f}} najmniejsza.
Ostatni warunek zapewnia zużycie małej ilości energii.
Taylor zaproponował prosty sposób na określenie jak powinien poruszać się manipulator. Zauważył on, że ramię robota porusza się najczęściej po łuku. Kolejnym spostrzeżeniem był sposób ... wieszania firan. Na początku chwytane są dwa krańce firany (zauważmy, że powoduje to powstanie łuku), następnie chwytany jest środek (powstają dwa mniejsze łuki) itd. Sposób ten zastosowany został w algorytmie.

## Algorytm
Określamy zakres w jakim należy sprawdzić dokładność śledzenia (początkowo będzie to {\displaystyle x_{l}=x_{0},} {\displaystyle x_{p}=x_{f}}), a następnie wyznaczamy położenie punktu próbnego {\displaystyle x_{p}{:}}
{\displaystyle x_{p}=k(q_{p})}
gdzie {\displaystyle q_{p}={\frac {q_{l}+q_{p}}{2}}} ({\displaystyle q_{l}} oraz {\displaystyle q_{p}} to współrzędne wewnętrzne odpowiadające odpowiednio {\displaystyle x_{l}} oraz {\displaystyle x_{p}}).
Ostatnim wyznaczanym punktem jest punkt środkowy {\displaystyle x_{m}} leżący pośrodku punktów {\displaystyle x_{l}} i {\displaystyle x_{p}.} Kiedy już mamy informacje o wszystkich potrzebnych nam punktach określamy odległość pomiędzy punktem próbnym {\displaystyle x_{p},} a punktem środkowym {\displaystyle x_{m}.} Jeśli odległość ta jest większa niż zadana dokładność {\displaystyle \delta } to powtarzamy całą procedurę dla dwóch nowych zakresów: {\displaystyle (x_{l},x_{m})} oraz {\displaystyle (x_{m},x_{p}).} Natomiast jeśli błąd znajduje się w podanym zakresie, to dla danego zakresu nic nie robimy.
Jak widać algorytm jest rekurencyjny i działa na zmniejszających się coraz bardziej zakresach. Należy także zauważyć, że wartość nastawy wewnętrznej dla punktu {\displaystyle x_{m}} uzyskujemy ze wzoru {\displaystyle q_{m}=k^{-1}(x_{m}).}

## Modyfikacje
Do algorytmu można zastosować dodatkowe modyfikacje poprawiające sposób realizacji.
1. Wszystkie punkty pośrednie znalezione przez algorytm będą leżały zawsze dokładnie na linii prostej łączącej punkt początkowy oraz punkt końcowy. W przestrzeni współrzędnych wewnętrznych mogą odpowiadać im punkty, które będą połączone linią łamaną. Podczas sterowania manipulatorem takie szybkie zmiany nie są zbyt korzystne dla silników, które w krótkim czasie muszą przykładowo zatrzymać się, a następnie zacząć kręcić w drugą stronę (przy obserwacji robota zauważyć można szarpnięcie pojawiające się w takim momencie). Z tego też powodu można kosztem dokładności wygładzić przejścia pomiędzy kolejnymi współrzędnymi wewnętrznymi.
2. Możliwe jest także zmniejszenie liczby punktów pośrednich (również kosztem dokładności), co daje przyspieszenie całego procesu sterowania.